# Jernhatten
Jernhatten är en kulle i Danmark.   Den ligger i Syddjurs kommun i Region Mittjylland, i den centrala delen av landet, 130 km nordväst om Köpenhamn. Toppen på Jernhatten är 49 meter över havet. Närmaste större samhälle är Ebeltoft, 8,5 km sydväst om Jernhatten.